# Edward Beetham

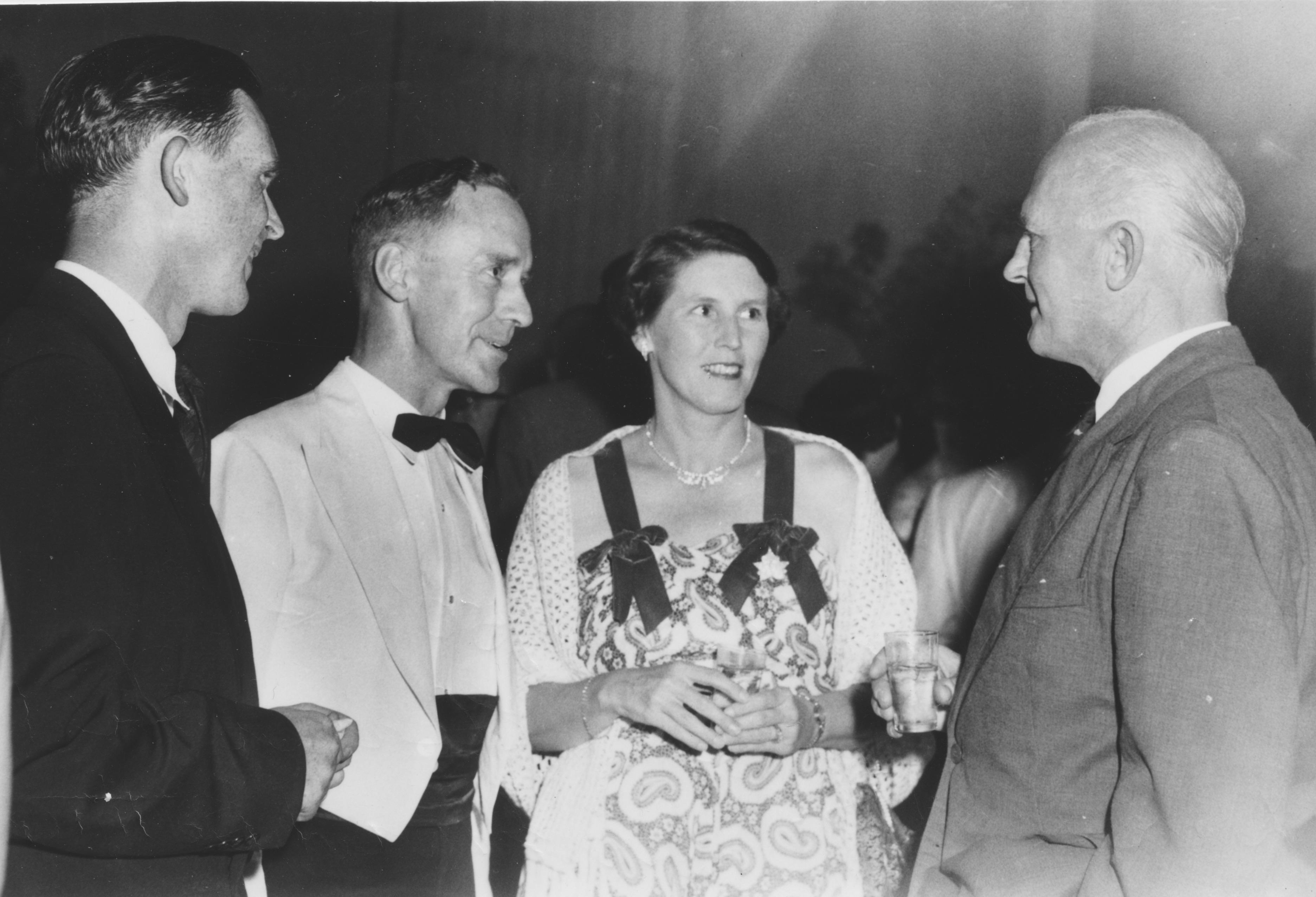
Edward Beetham (rechts, 1957)

Sir Edward Betham Beetham (* 19. Februar 1905; † 19. Februar 1979) war ein britischer Kolonialbeamter des 20. Jahrhunderts. Von 1955 bis 1960 war er der letzte britischstämmige Gouverneur von Trinidad und Tobago und leitete den Übergang zur Unabhängigkeit der Kolonie ein.

## Leben
Beetham besuchte die traditionsreiche Charterhouse School in Godalming und das Lincoln College in Oxford. 1935 wurde ihm ein Richteramt im Distrikt South Kavirondo in der ehemaligen Provinz Nyanza in Kenia übertragen. In den 1940er-Jahren war er Kolonialbeamter in Sierra Leone. Von 1946 bis 1950 war er resident commissioner (ein in für ein anderes Commonwealth-Land zuständiger und dort stationierter Konsul) in Swasiland sowie von 1950 bis 1953 in Betschuanaland. Von 1953 bis 1955 war er Gouverneur der Windward Islands (Dominica, Grenada, Saint Lucia und Saint Vincent und die Grenadinen).
Von 1955 bis 1960 war Beetham schließlich Gouverneur von Trinidad und Tobago. Er führte sein Amt in bewegten Zeiten: Den Bestrebungen der Kolonie nach Autonomie wurde mit einem mehrfachen Umbau des gesetzgebenden Organs des Landes, des Legislative Council, Rechnung getragen. Bis 1949 wurden dessen Mitglieder zur Hälfte von der britischen Regierung ernannt, und der Gouverneur konnte mit seiner zusätzlichen Stimme eine Mehrheit der ernannten Mitglieder sicherstellen. 1949 wurde auf eine Verfassung umgestellt, die alle Mitglieder des Legislative Council wählen ließ, aber dem Gouverneur ein Vetorecht bei allen Entscheidungen einräumte. Unter Beetham wurde eine weitere Verfassungsänderung erarbeitet, die einen vom Legislative Council gewählten Vorstand zum Chief Minister machte und diesem die Amtsgeschäfte für die Belange der Kolonie übertrug. Die Verfassung trat unter Beethams Herrschaft im September 1956 in Kraft. Nach den Wahlen 1956 sorgte Beetham dafür, dass Schlüsselpositionen der Administration der Kolonie mit Mitgliedern der von London favorisierten Partei People’s National Movement (PNM) besetzt wurden, was der PNM den Weg zu über 30 Jahren Regierungsmacht in Trinidad ebnete.
In Beethams Amtszeit fiel die Gründung der Westindischen Föderation, einer von 1958 bis 1962 bestehenden politischen Entität aus britischen Kolonien der Karibik, die nach dem Willen der Kolonialmacht Großbritannien ein unabhängiger Staat werden sollte, jedoch an inneren Querelen zerbrach. Mit Gründung der Föderation wurde das Governor’s House, der Amtssitz des Gouverneurs, in ein Museum umgewandelt, woraufhin Beetham seinen Amtssitz nach Scarborough auf Tobago verlegte.
1959 wurde unter Beethams Führung das Parteienregierungssystem durch ein Kabinettregierungssystem ersetzt, und am 16. Juli 1960 erlangte Trinidad volle Autonomie, was für Beetham die Übergabe des Gouverneursamts an den Trinidadier Solomon Hochoy bedeutete, den letzten Gouverneur der britischen Kolonie Trinidad und wenig später ersten Generalgouverneur des dann unabhängigen Landes.

## Auszeichnungen
- 1946: Officer des Order of the British Empire
- 1955: Knight Grand Cross des Order of St. Michael and St. George[5]
- Commander des Royal Victorian Order

## Posthume Wirkung und Bewertung
Der trinidadische Historiker Michael Anthony bezeichnete Beetham als „einen der besten Gouverneure, die je dem Land gedient haben“. Der Trinidad Newsday zeichnet in einer Analyse der Politik des ehemaligen Premierministers Eric Williams ein etwas negativeres Bild Beethams; dieser sei insofern Teil einer heute negativ zu bewertenden politischen Tradition gewesen, als dass er sich wie seine Amtsvorgänger vehement dafür eingesetzt habe, dass die Mitglieder des Exekutivrats in allen Abstimmungen entgegen demokratischen Verpflichtungen grundsätzlich mit ihrem Vorsitzenden stimmten. Newsday-Redakteur George Alleyne führte aus, dass Beetham so dem von ihm eingesetzten Williams den Weg zu dessen autokratischen Führungsstil gebahnt habe. Die britische Historikerin Bridget Brereton sieht hingegen diese Vorgehensweise Beethams als weitsichtig an; Trinidad habe sich an der Schwelle zur Unabhängigkeit in turbulenten Zeiten befunden, und Beetham habe erkannt, dass die Akzeptanz und Durchsetzbarkeit der von ihm mitgetragenen Verfassung nur durch stabile politische Mehrheiten zu erreichen sei.
Nach Beetham sind Trinidads kürzester Highway (der zwischen Port of Spain und Barataria verlaufende Beetham Highway), ein Ghetto und eine Müllkippe benannt.